# Evangelische Kirche (Hassenroth)

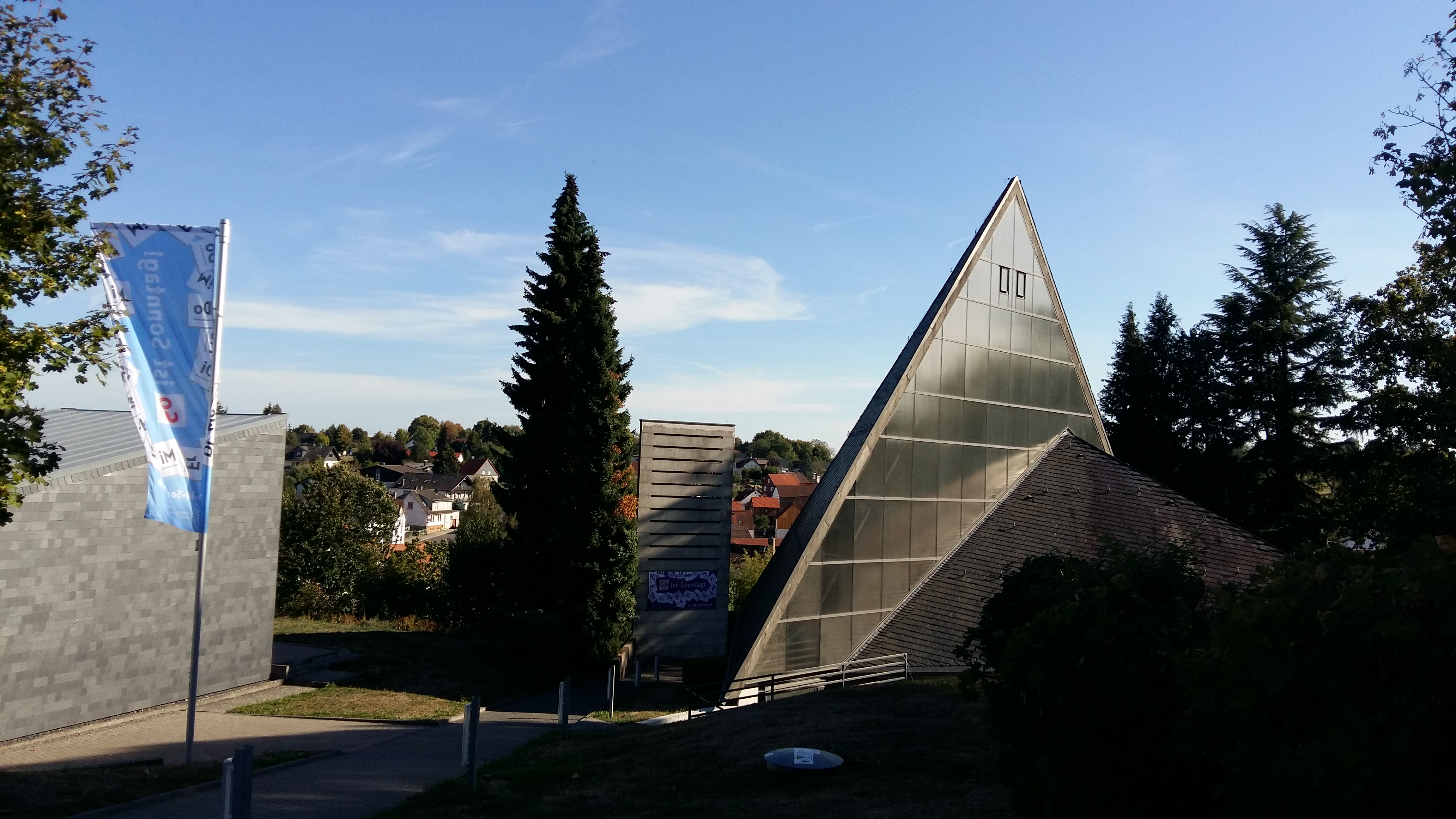
Evangelische Kirche in Hassenroth

Die Evangelische Kirche Hassenroth ist ein denkmalgeschütztes Kirchengebäude, das in Hassenroth steht, einem Ortsteil der Gemeinde Höchst im Odenwald im Odenwaldkreis in Hessen. Die Kirche gehört zum Kirchspiel Otzberg im Dekanat Vorderer Odenwald in der Propstei Starkenburg der Evangelischen Kirche in Hessen und Nassau.

## Beschreibung
Die Kirche wurde von 1961 bis 1967 nach einem Entwurf von Paul Friedrich Posenenske gebaut. Sie besteht aus Sichtbeton des Unterbaus, einem Tragwerk aus Stahl der Dachkonstruktion, Schalung aus Holz und Glas. Zwei zueinander verschobene Tetraeder unterschiedlicher Höhe geben dem Kirchenbau die Form einer Zeltkirche. Die spitzwinklige, senkrecht aufragende Wand des Chors ist seitlich und über dem niedrigen Gemeindezentrum als Glasfläche gebildet. 
Der Altar steht im Zentrum des Innenraums.